# Casa-fàbrica Padrós-Romeu
La casa-fàbrica Padrós-Romeu era un conjunt d'edificis situats als carrers de Floridablanca 131-133 i Vilarroel, 18 de Barcelona, actualment desapareguts.

## Història
A la dècada del 1840, Felip Padrós figurava com a perit associat a L'Espanya Industrial, i el 1849 era titular d'una fàbrica d'estampats de cotó al carrer de Vistalegre, 8 (actual 13), on s'empraven cilindres de fusta moguts a mà. Posteriorment, Padrós es va traslladar al carrer de les Carretes, 26 i la fàbrica va continuar amb el seu antic soci Joaquim Gomà al capdavant: «Vista Alegre, 13. Estampados de D. Joaquín Gomá. Fábrica de estampados en indianas y semipanas. Madejas de seda, algodón, lana e hilo.»
El 1864, Padrós va demanar permís per a construir una casa-fàbrica de planta baixa, quatre pisos i una «quadra» a l'interior de la parcel·la J, illa 20 de l'Eixample, segons el projecte del mestre d'obres Josep Calçada. Aquell mateix any, hi va fer instal·lar una caldera de vapor de 8 CV, sota la direcció de l'enginyer industrial Joan Vigo. El 1874-1875, la fàbrica cotitzava 583 pessetes per un cilindre i dues tondoses, època en què fou adquirida per Francesc Romeu i Tort, que el 1877 hi va fer instal·lar una caldera de vapor de 50 CV. El 1888, va ampliar-la amb una «quadra» de planta baixa al xamfrà dels carrers de Floridablanca i Villarroel, projectada pel mestre d'obres Josep Marimon i Cot.
A la seva mort el 1891, la fàbrica fou heretada pel seu fill Francesc Romeu i Bonastre, i el 1895 era descrita així a la guia Barcelona en la mano de Josep Roca i Roca: «Romeu Bonastre, Francisco. Fábrica: Floridablanca, 147. [actual 133] Almacén: Junqueras, 16, y Trafalgar, 4 y 6. Esta grandiosa fábrica, fundada en 1851, se dedica con excelentes resultados al estampado de tejidos de algodón. Da ocupación á gran número de obreros, siendo su producción anual 5.800,000 metros lineales.»
El 1915, un grup de veïns va denunciar les molèsties causades pel fum de la xemeneia. Finalment, cap al 1935 la casa-fàbrica fou enderrocada per a la construcció d'un nou edifici d’habitatges.